# Antoine-Pierre Khoraiche
Antoni Khoraisz z Ain Ibl lub Antoine-Pierre Khoraiche, (ur. 20 września 1907 w Ain Ebel w archidiecezji Tyr, zm. 19 sierpnia 1994 w Bejrucie), duchowny Kościoła maronickiego, kardynał, maronicki patriarcha Antiochii.

## Życiorys
Absolwent Seminarium Patriarchalnego w Tyrze, Papieskiego Uniwersytetu Urbaniana w Rzymie i Papieskiego Uniwersytetu św. Józefa w Bejrucie. Święcenia kapłańskie przyjął 12 kwietnia 1930 roku. Przez dziesięć lat wykładał filozofię i apologetykę w bejruckim kolegium Sagesse, a następnie dziesięć lat był wikariuszem generalnym maronickiej diecezji Tyr. 25 kwietnia 1950 roku Pius XII mianował go biskupem tytularnym Tarsu, 15 października tego samego roku powierzył mu funkcję administratora apostolskiego sede plena diecezji Sydon, a 25 listopada 1957 roku mianował go ordynariuszem tej diecezji. W tym charakterze uczestniczył w obradach Soboru Watykańskiego II. 3 lutego 1975 roku został jednogłośnie wybrany na patriarchę maronitów, a 15 lutego tego samego roku Paweł VI zatwierdził jego wybór. Stał na czele tego Kościoła wschodniego, zjednoczonego ze Stolicą Apostolską, w okresie bratobójczej wojny w Libanie i na całym Bliskim Wschodzie. 2 lutego 1983 roku został kreowany kardynałem na konsystorzu razem z prymasem Polski, abp. Józefem Glempem. 3 kwietnia 1986 roku zrezygnował z kierowania patriarchatem. Zmarł w Bejrucie.